# 韋勒姆 (明尼蘇達州)
韋勒姆（英語：Wareham）是位於美國明尼蘇達州派恩縣的一個鬼鎮。

## 地理
韋勒姆所處的海拔為高於海平面332米（即1089英呎），而該地所採用的時區為UTC-6，即北美中部時區（CST）。同時該地設有夏令時間，為UTC-6調快一小時，即UTC-5（CDT）。